# Östra Höle
Östra Höle is een plaats in de gemeente Bollnäs in het landschap Hälsingland en de provincie Gävleborgs län in Zweden. De plaats heeft 73 inwoners (2005) en een oppervlakte van 34 hectare.